# عصا السلطعون

عصا السلطعون ويُطلق عليها أيضًا عصا المحيط هو أحد المأكولات البحرية مصنوع من النشا ولحم السمك الأبيض (المسحوق أو السوريمي) ثم يتم تشكيل هذا الخليط ومعالجته ليشبه أقدام سلطعون العنكبوت الياباني. يعتبر أحد بدائل اللحوم الغير نباتية حيث يتم استخدام لحم السمك لمحاكاة لحم السلطعون.

## تاريخ

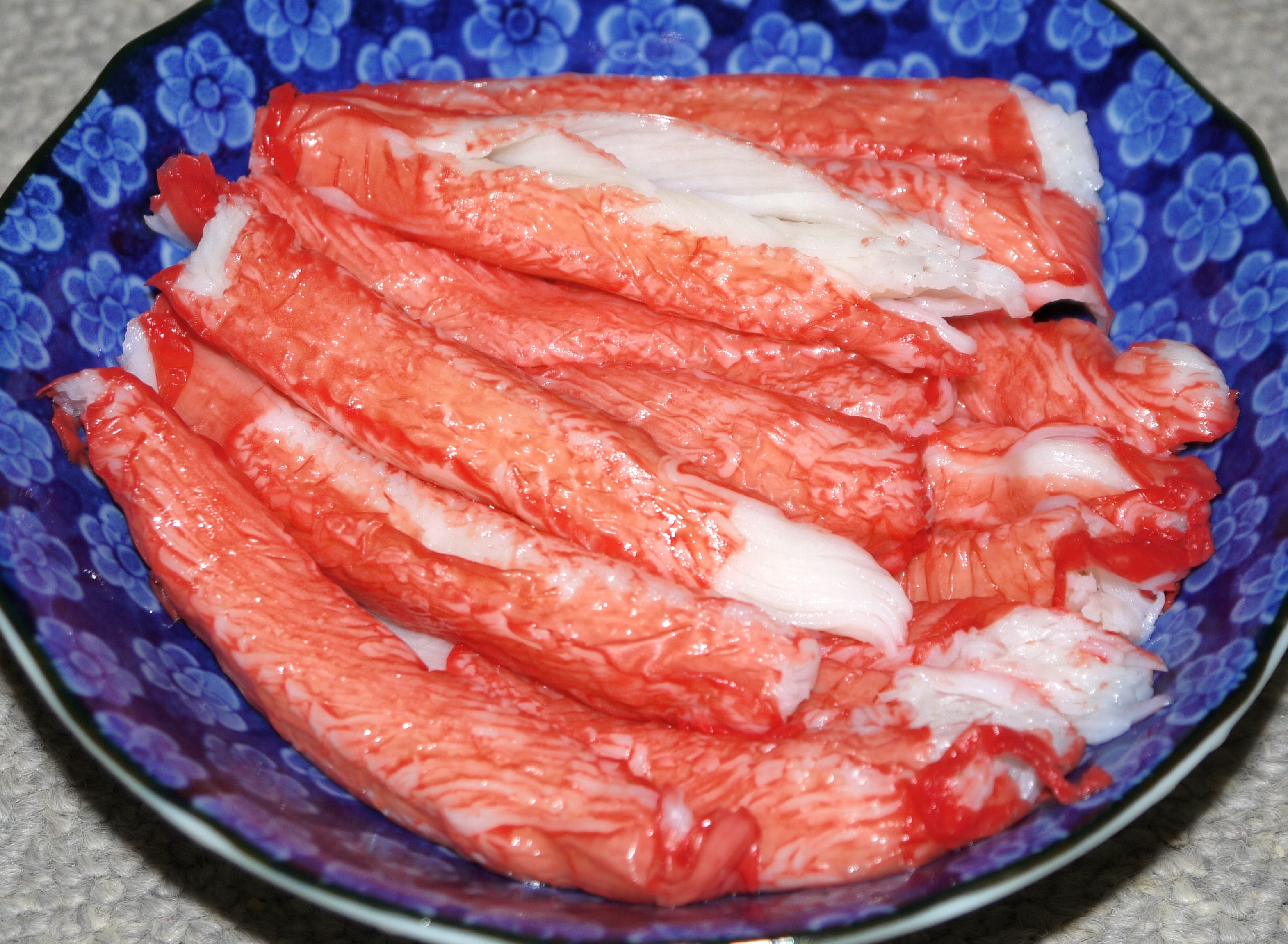
عصا السلطعون المُنتج من شركة (سو جيو).

تم انتاجه لأول مرة عام 1974م باليابان، ثم بالتعاون مع الشركة المنتجة قامت شركة «بيريلسون» الأمريكية بانتاج أول منتج عالمي عام 1977م. يتم صناعة هذا المنتج من أحد أسماك المحيط الهادي والذي يُسحق جيدًا ثم يضاف اليه النشا أو القمح وبياض البيض أو بعض المواد الرابطة الأخرى كانزيم ترانسغلوتاميناز بالإضافة إلى نكهة السلطعون وملونات طعام كاللون الأحمر على السطح ليحاكي شكل أقدام السلطعون.

## لقراءة متعمقة
- Imitation crab meat. Retrieved April 18, 2014, from http://www.madehow.com/Volume-3/Imitation-Crab-Meat.html#b
- Seafood Health Facts: Making Smart Choices. Retrieved April 29, 2014 from https://web.archive.org/web/20140509054612/http://seafoodhealthfacts.org/seafoodqa/23.php